# ほんとのかのじょ
『ほんとのかのじょ』は、今村陽子による百合漫画作品。『ピュア百合アンソロジー ひらり、』（新書館）にて、2012年7号から2014年14号まで連載。
本性はドSなゆーかと、その上をいくドMのもえとの恋愛模様を描いた作品である。

## あらすじ
美人で人当たりが良いため人気者だが、本性はドSであるゆーか。その外面に惹かれた人から告白されることも多いが、「嘘の自分を好きでいるのは悲しい」という理由からすべて冷たく振ってきた。ある時、クラスメイトのもえから告白されるも、彼女もその一人と思い同様に冷たくあしらう。しかし、もえはそもそもゆーかの本性を見抜いて告白してきており、罵られることに快感を覚えるドMだった。性格のいいふりをして作り上げた外面ではなく、ゆーかの本性が好きだと伝えてくるもえの一途な想いに、彼女のこころは揺らぐ。

## 登場人物
ゆーか
美人でスタイルもよく人当たりもよいクラスの人気者。だが、本当は自分をよく見せるための演技であり、性格が悪い。
自分の本性が好きだというもえの告白に衝撃を受ける。その告白以降、もえの身体に触りたい衝動に駆られたり、もえの知り合いの男子に嫉妬をみせたりなど、次第に彼女に惹きこまれていく。一見すると上述のような美人なので、友達に他校男子との交流のダシに使われることがある。
中学校時代、その性格の悪さが露呈したために孤立した経験をもっている。そのため、高校では性格の良いふりをすることで同じ過ちを繰り返さないようにしていた。
もえ
童顔で肉付きのよいクラスのマスコット。だが、本当は罵られることに興奮と快感を覚える性癖の持ち主。ゆーかの本性を見抜き、猛アピールをかける。
ゆーかに罵られたり冷たく当たられたりすると興奮のあまりところかまわず震えだす。また、ゆーかの罵る声を携帯用音楽プレーヤーに入れて聞いている。
ドMであるため基本は受け身だが、ゆーかに自分の子供を産んでほしいと思っている一面がある。
その小動物系な雰囲気が一部で疎まれ、中学校時代はいじめを受けていた。
全身ラバーや首輪などのプレイは中学校で卒業している。
先輩
ゆーかやもえの先輩。高校3年生の男子。
学校内での人気は高く、女子からかなりモテる。だが、本当はもえ同様罵られることに快感を覚える性癖の持ち主である。守備範囲は太めの中年男性。
もえを「ドMの大先輩」としてもえさんと呼び、ゆーかは「もえさんのご主人様」としてゆーか様と呼ぶなど筋金入りのドM。

## 書誌情報
- 今村陽子 『ほんとのかのじょ』 新書館〈新書館ひらりコミックス〉、2015年4月15日発売、ISBN 978-4-403-62191-8